# Championnats d'Europe juniors d'athlétisme 1977
Navigation
1975 1979
Les 4es Championnats d'Europe juniors d'athlétisme se sont déroulés à Donetsk (Union soviétique) du 19 au 21 août 1977 au stade Lokomotiv.

## Résultats

### Garçons
| Épreuves                                     | Or                                                                                             | Argent                                                                                              | Bronze                                                                          |
| -------------------------------------------- | ---------------------------------------------------------------------------------------------- | --------------------------------------------------------------------------------------------------- | ------------------------------------------------------------------------------- |
| 100 m (détails) (Vent : +1,0 m/s)            | Hermann Panzo 10 s 40                                                                          | Olaf Prenzler 10 s 53                                                                               | Bernhard Hoff 10 s 53                                                           |
| 200 m (détails) (Vent : 0,0 m/s)             | Bernhard Hoff 20 s 59                                                                          | Bernd Sattler 21 s 05                                                                               | Pascal Barré 21 s 12                                                            |
| 400 m (détails)                              | Roberto Tozzi 47 s 18                                                                          | Vyacheslav Dotsenko 47 s 32                                                                         | Steve Wymark 47 s 50                                                            |
| 800 m (détails)                              | Andreas Busse 1 min 47 s 8                                                                     | Detlef Wagenknecht 1 min 48 s 2                                                                     | Guy Tondeur 1 min 48 s 6                                                        |
| 1 500 m (détails)                            | Ari Paunonen 3 min 41 s 6                                                                      | Chris Sly 3 min 44 s 6                                                                              | Pierre Délèze 3 min 45 s 0                                                      |
| 3 000 m (détails)                            | José Manuel Abascal 7 min 58 s 3                                                               | Werner Schildhauer 8 min 01 s 0                                                                     | Hans-Jörg Kunze 8 min 01 s 2                                                    |
| 5 000 m (détails)                            | Nathaniel Muir 13 min 49 s 1                                                                   | Volkmar Betz 13 min 51 s 0                                                                          | Nicholas Lees 13 min 53 s 3                                                     |
| 2 000 mètres steeple (détails)               | Vesa Laukkanen 5 min 30 s 2                                                                    | Domingo Ramón 5 min 34 s 1                                                                          | Paul Nothacker 5 min 34 s 8                                                     |
| 110 mètres haies (détails) (Vent : +0,6 m/s) | Arto Bryggare 13 s 84                                                                          | Mark Holtom 14 s 29                                                                                 | Ingo Bruhn 14 s 39                                                              |
| 400 mètres haies (détails)                   | Manfred Konow 50 s 61                                                                          | Stefan Piecyk 51 s 23                                                                               | Gary Oakes 51 s 33                                                              |
| 10 000 m marche (détails)                    | Mykola Vynnychenko 41 min 31 s 6                                                               | Ronald Weigel 42 min 56 s 7                                                                         | Bengt Simonsen 43 min 29 s 3                                                    |
| Saut en hauteur (détails)                    | Vladimir Yashchenko 2,30 m                                                                     | André Schneider 2,20 m                                                                              | Alessandro Brogini 2,14 m                                                       |
| Saut à la perche (détails)                   | Viktor Spasov 5,30 m                                                                           | Felix Böhni 5,20 m                                                                                  | Atanas Tarev 5,10 m                                                             |
| Saut en longueur (détails)                   | Stanisław Jaskułka 7,77 m                                                                      | Ivan Tuparov 7,63 m                                                                                 | Aleksandr Kozlov 7,59 m                                                         |
| Triple saut (détails)                        | Gennadiy Valyukevich 16,60 m                                                                   | Vassiliy Grishchenkov 16,31 m                                                                       | Klaus Kubler 16,22 m                                                            |
| Lancer du poids (détails)                    | Dietmar Krumm 18,87 m                                                                          | Roland Steuk 17,61 m                                                                                | Aleksandr Styepankov 17,50 m                                                    |
| Lancer du disque (détails)                   | Yuriy Dumchev 53,30 m                                                                          | Alfonz Saskoi 53,14 m                                                                               | Werner Hartmann 52,24 m                                                         |
| Lancer du marteau (détails)                  | Roland Steuk 70,78 m                                                                           | Sergey Litvinov 68,76 m                                                                             | Vladimir Nagurniy 67,60 m                                                       |
| Lancer du javelot (détails)                  | Klaus Tafelmeier 84,14 m                                                                       | Arto Härkönen 82,98 m                                                                               | Roman Zwierchowski 82,56 m                                                      |
| Relais 4 × 100 mètres (détails)              | France Pierrick Thessard Hermann Panzo Patrick Barré Pascal Barré 39 s 99                      | Allemagne de l'Est Erhard Gernand Klaus Thiele Thomas Malke Bernhard Hoff 40 s 25                   | Pologne Marek Fostiak Eugeniusz Krawsz Marek Radtke Krzysztof Zwoliński 40 s 66 |
| Relais 4 × 400 mètres (détails)              | Allemagne de l'Est Carsten Petters Bernhard Hoff Detlef Wagenknecht Manfred Konow 3 min 07 s 8 | Union soviétique Valeriy Stashuk Mikhail Linge Nikolay Chernetskiy Vyacheslav Dotsenko 3 min 08 s 5 | Royaume-Uni Greg Stewart Daley Thompson Steve Wymark Andrew Kerr 3 min 09 s 5   |
| Décathlon (détails)                          | Daley Thompson 7 647 pts                                                                       | Ronald Wiese 7 564 pts                                                                              | Jürgen Hingsen 7 524 pts                                                        |

### Filles
| Épreuves                                     | Or                                                                                              | Argent                                                                                 | Bronze                                                                                     |
| -------------------------------------------- | ----------------------------------------------------------------------------------------------- | -------------------------------------------------------------------------------------- | ------------------------------------------------------------------------------------------ |
| 100 m (détails) (Vent : +1,0 m/s)            | Barbel Lockhoff 11 s 48                                                                         | Simone Naumann 11 s 60                                                                 | Kathy Smallwood 11 s 71                                                                    |
| 200 m (détails) (Vent : 0,0 m/s)             | Bärbel Lockhoff 23 s 12                                                                         | Karin Verguts 23 s 37                                                                  | Kathy Smallwood 23 s 53                                                                    |
| 400 m (détails)                              | Gaby Bussmann 52 s 33                                                                           | Karin Wahren 52 s 99                                                                   | Katrin Schulz 53 s 29                                                                      |
| 800 m (détails)                              | Martina Kampfert 2 min 01 s 7                                                                   | Hildegard Ullrich 2 min 02 s 3                                                         | Josephine White 2 min 03 s 4                                                               |
| 1 500 m (détails)                            | Dorthe Rasmussen 4 min 20 s 9                                                                   | Ursula Sauer 4 min 21 s 7                                                              | Nadezhda Rodina 4 min 22 s 6                                                               |
| 100 mètres haies (détails) (Vent : +0,2 m/s) | Kerstin Claus 13 s 32                                                                           | Regina Beyer 13 s 33                                                                   | Maria Kemenchezhi 13 s 71                                                                  |
| Saut en hauteur (détails)                    | Kristine Nitzsche 1,88 m                                                                        | Marlis Wilken 1,86 m                                                                   | Sabine Serk Danuta Bulkowska 1,81 m                                                        |
| Saut en longueur (détails)                   | Nadezhda Zuyeva 6,35 m                                                                          | Astrid Beiersdorf 6,34 m                                                               | Heike Duwe 6,30 m                                                                          |
| Lancer du poids (détails)                    | Simone Michel 18,10 m                                                                           | Cordula Schulze 18,00 m                                                                | Tatyana Shcherbanos 15,78 m                                                                |
| Lancer de disque (détails)                   | Ines Reichenbach 52,06 m                                                                        | Gisela Beyer 51,36 m                                                                   | Lyudmila Dyevitskaya 50,72 m                                                               |
| Lancer du javelot (détails)                  | Heidi Repser 61,96 m                                                                            | Petra Felke 57,68 m                                                                    | Roswitha Potrek 55,08 m                                                                    |
| Relais 4 × 100 mètres (détails)              | Allemagne de l'Est Simone Naumann Bärbel Lockhoff Kerstin Claus Birgit Rabe 44 s 17             | Allemagne de l'Ouest Gisela Eichler Silke Rasch Claudia Steger Ulrike Sommer 44 s 63   | Royaume-Uni Heather Hunte Kathy Smallwood Michelle Probert Janine MacGregor 44 s 71        |
| Relais 4 × 400 mètres (détails)              | Allemagne de l'Ouest Gaby Bussmann Claudia Steger Friedericke Vombohr Ina Wallburg 3 min 32 s 8 | Allemagne de l'Est Heike Hempel Margit Kröning Katrin Schulz Karin Wahren 3 min 34 s 7 | Union soviétique Galina Lev Natalya Danilova Irina Chyomina Tatyana Savchenko 3 min 39 s 5 |
| Pentathlon (détails)                         | Kristine Nitzsche 4 409 pts                                                                     | Iris Kunstner 4 152 pts                                                                | Ina Losch 4 116 pts                                                                        |

## Tableau des médailles[1]
- Pays hôte

| Rang  | Nation               | Or | Argent | Bronze | Total |
| ----- | -------------------- | -- | ------ | ------ | ----- |
| 1     | Allemagne de l'Est   | 15 | 16     | 6      | 37    |
| 2     | Union soviétique     | 6  | 4      | 8      | 18    |
| 3     | Allemagne de l'Ouest | 4  | 7      | 6      | 17    |
| 4     | Finlande             | 3  | 1      | 0      | 4     |
| 5     | Royaume-Uni          | 2  | 2      | 8      | 12    |
| 6     | France               | 2  | 0      | 1      | 3     |
| 7     | Pologne              | 1  | 1      | 3      | 5     |
| 8     | Espagne              | 1  | 1      | 0      | 2     |
| 9     | Italie               | 1  | 0      | 1      | 2     |
| 10    | Danemark             | 1  | 0      | 0      | 1     |
| 11=   | Belgique             | 0  | 1      | 1      | 2     |
| 11=   | Bulgarie             | 0  | 1      | 1      | 2     |
| 11=   | Suisse               | 0  | 1      | 1      | 2     |
| 14    | Hongrie              | 0  | 1      | 0      | 1     |
| 15    | Suède                | 0  | 0      | 1      | 1     |
| Total | Total                | 36 | 36     | 37     | 109   |